# Carmen Castillo (cineasta)
María del Carmen Castillo Echeverría (Santiago, 21 de mayo de 1945) es una cineasta, principalmente documentalista, y guionista chilena naturalizada francesa.

## Biografía
Hija del político y arquitecto Fernando Castillo Velasco y de la escritora Mónica Echeverría, fue profesora de historia e investigadora en el Centro de Investigaciones de Historia de América Latina de la Universidad Católica.
Trabajó en el Palacio La Moneda durante el gobierno del presidente Salvador Allende (1970-1973). Luego del golpe militar, lucha en la clandestinidad al lado de su compañero Miguel Enríquez, líder del MIR, contra la dictadura de Augusto Pinochet.
En diciembre de 1973, se instalaron en San Miguel, en calle Santa Fe, con sus hijas pequeñas Camila, hija de Carmen y de Andrés Pascal, y Javiera, hija de Miguel y Alejandra Pizarro.
El 5 de octubre de 1974 la DINA lanza una operación en la calle Santa Fe: Enríquez muere y Carmen Castillo, que estaba embarazada de 6 meses del hijo de ambos Miguel Ángel Enríquez Castillo (nacido bajo el nombre de Miguel Ángel Castillo en Oxford, Inglaterra), resulta gravemente herida. Es trasladada primero al hospital Barros Luco y luego al Militar, donde permanece incomunicada y es interrogada por Marcelo Moren Brito y Miguel Krassnoff, quien había liderado el enfrentamiento en el que mataron a Enríquez.
Poco después es expulsada del país. Viaja a Londres donde se encontraban sus padres exiliados, y da a luz a su hijo Miguel Ángel, que muere unos meses más tarde. Al término de la dictadura optó por permanecer en Francia.
Comenzó el semiretorno en 2002, cuando decidió rodar el documental Calle Santa Fe. Vive entre París y Santiago.
Escribió en 1979 el relato testimonial Un día de octubre en Santiago, en el que relata el año de clandestinidad que compartió con Enríquez hasta el enfrentamiento en el que este muere. Incorpora allí también recuerdos de otros compañeros con los que compartió el exilio, y que le dan sus visiones de ese día, por ejemplo, desde el interior de la Casa de José Domingo Cañas, centro de tortura y detención de la DINA. Tuvieron que transcurrir 20 años para que LOM Ediciones publicara este testimonio en su patria.
Sus filmes tratan acerca de Chile y América Latina. El documental La flaca Alejandra (1993) ganó el FIPA de Oro en el Festival Internacional de Programas Audiovisuales de Biarriz y una serie de otros galardones; Calle Santa Fe recibió el premio Altazor 2008 en Artes Audiovisuales. Fue jurado del premio Altadis-Nuevos Directores en el Festival Internacional de Cine de San Sebastián 2007. Ha escrito los guiones de varios de sus documentales, como los de los dos citados e Inca de Oro, así como también los de filmes de otros cineastas como Color Habana, Hasta luego y La montaña azul.